# Coupe des vainqueurs de coupe de la CONCACAF
La Coupe des vainqueurs de coupe de la CONCACAF est une ancienne compétition de football organisée par la CONCACAF et réunissant des clubs d'Amérique du Nord, d'Amérique centrale, et des Caraïbes, créée en 1991 et disparue en 1998.
La coupe réunit les vainqueurs des coupes nationales, ce qui a posé un problème pour des nations qui n'organisent pas ce type de compétition. Les trois dernières éditions ont été entamées mais n'ont jamais été menées à terme. En 2001, la compétition est remplacée par la Coupe des géants de la CONCACAF.

## Palmarès
| Année | Champion       | Vice-champion       |
| ----- | -------------- | ------------------- |
| 1991  | Atlético Marte | Comunicaciones      |
| 1992  | Non jouée      | Non jouée           |
| 1993  | CF Monterrey   | Real España         |
| 1994  | Club Necaxa    | Aurora FC           |
| 1995  | UAG Tecos      | CD Luis Angel Firpo |
| 1996  | Abandonnée     | Abandonnée          |
| 1997  | Abandonnée     | Abandonnée          |
| 1998  | Abandonnée     | Abandonnée          |